# معادلة وينر
معادلة وينر هي تمثيل رياضي بسيط للحركة البراونية. وسميت على اسم عالم الرياضيات الأمريكي نوربرت فينر. حيث افترض أن السرعة المتجهة لأي جزيء مائع تتقلب بشكل عشوائي:
{\displaystyle \mathbf {v} ={\frac {d\mathbf {x} }{dt}}=g(t),}
حيث:

v: هي السرعة المتهجة

x: هو المكان

d/dt: هو تفاضل الزمن

(g(t: هي الضجيج الأبيض
معادلة وينر ليست مناسبة للفترات الزمنية القصيرة، لأن السرعة تتغير بشكل مستمر، ويجب في هذه الحالة استخدام معادلة لانجيفين التي تنظر إلى عجلة الجزيء.